# Аттіла Салаї
Аттіла Салаї (угор. Attila Szalai, нар. 20 січня 1998, Будапешт) — угорський футболіст, центральний захисник німецького «Гоффенгайма» і національної збірної Угорщини. На умовах оренди грає за клуб «Стандард» (Льєж).

## Клубна кар'єра
Народився 20 січня 1998 року в Будапешті. Займався футболом у системі клубу «Вашаш», звідки 2012 року був запрошений до академії віденського «Рапіда».
У дорослому футболі дебютував 2015 року виступами за другу команду «Рапіда», у складі якої два роки відіграв в австрійській Регіоналлізі. У сезоні 2015/16 провів свою єдину гру за основну команду клубу у Бундеслізі Австрії.
2017 року повернувся на батьківщину, де протягом двох років захищав кольори «Мезйокйовешд», після чого перейшов до кіпрського «Аполлон» (Лімасол), за який відіграв півтора сезони.
17 січня 2021 року уклав контракт на 4,5 роки з турецьким «Фенербахче», у складі якого став одним з основних гравців у центрі захисту команди.
24 липня 2023 року підписав чотирирічну угоду з німецьким клубом «Гоффенгайм». Сума контракту склала 12,3 млн євро.

## Виступи за збірні
2014 року дебютував у складі юнацької збірної Угорщини (U-16), загалом на юнацькому рівні взяв участь у 19 іграх, відзначившись одним забитим голом.
Протягом 2017–2019 років залучався до складу молодіжної збірної Угорщини. На молодіжному рівні зіграв у 18 офіційних матчах, забив 2 голи.
Наприкінці 2019 року дебютував в офіційних матчах у складі національної збірної Угорщини, відтоді регулярно отримував виклики до її лав, а влітку 2021 року був включений до заявки національної команди на фінальну частину чемпіонату Європи 2020 року.
| Дата       | Місто            | Господарі  | Результат | Гості      | Турнір                               | Голи | Примітки |
| ---------- | ---------------- | ---------- | --------- | ---------- | ------------------------------------ | ---- | -------- |
| 15-11-2019 | Будапешт         | Угорщина   | 1 – 2     | Уругвай    | товариський матч                     | -    | 72'      |
| 3-9-2020   | Сівас            | Туреччина  | 0 – 1     | Угорщина   | Ліга націй УЄФА 2020-2021 - 1-й етап | -    |          |
| 6-9-2020   | Будапешт         | Угорщина   | 2 – 3     | Росія      | Ліга націй УЄФА 2020-2021 - 1-й етап | -    |          |
| 8-10-2020  | Софія            | Болгарія   | 1 – 3     | Угорщина   | Відбір до ЧЄ 2020                    | -    |          |
| 11-10-2020 | Белград          | Сербія     | 0 – 1     | Угорщина   | Ліга націй УЄФА 2020-2021 - 1-й етап | -    | 73'      |
| 14-10-2020 | Москва           | Росія      | 0 – 0     | Угорщина   | Ліга націй УЄФА 2020-2021 - 1-й етап | -    | 86'      |
| 12-11-2020 | Будапешт         | Угорщина   | 2 – 1     | Ісландія   | Відбір до ЧЄ 2020                    | -    | 63'      |
| 18-11-2020 | Будапешт         | Угорщина   | 2 – 0     | Туреччина  | Ліга націй УЄФА 2020-2021 - 1-й етап | -    |          |
| 25-3-2021  | Будапешт         | Угорщина   | 3 – 3     | Польща     | Відбір до ЧС 2022                    | -    | 87'      |
| 28-3-2021  | Серравалле       | Сан-Марино | 0 – 3     | Угорщина   | Відбір до ЧС 2022                    | -    |          |
| 31-3-2021  | Андорра-ла-Велья | Андорра    | 1 – 4     | Угорщина   | Відбір до ЧС 2022                    | -    |          |
| 4-6-2021   | Будапешт         | Угорщина   | 1 – 0     | Кіпр       | товариський матч                     | -    |          |
| 8-6-2021   | Будапешт         | Угорщина   | 0 – 0     | Ірландія   | товариський матч                     | -    | 72'      |
| 15-6-2021  | Будапешт         | Угорщина   | 0 – 3     | Португалія | ЧЄ 2020 - груповий етап              | -    |          |
| 19-6-2021  | Будапешт         | Угорщина   | 1 – 1     | Франція    | ЧЄ 2020 - груповий етап              | -    |          |
| 23-6-2021  | Мюнхен           | Німеччина  | 2 – 2     | Угорщина   | ЧЄ 2020 - груповий етап              | -    |          |
| 2-9-2021   | Будапешт         | Угорщина   | 0 – 4     | Англія     | Відбір до ЧС 2022                    | -    |          |
| 5-9-2021   | Тирана           | Албанія    | 1 – 0     | Угорщина   | Відбір до ЧС 2022                    | -    |          |
| 8-9-2021   | Будапешт         | Угорщина   | 2 – 1     | Андорра    | Відбір до ЧС 2022                    | -    |          |
| 9-10-2021  | Будапешт         | Угорщина   | 0 – 1     | Албанія    | Відбір до ЧС 2022                    | -    |          |
| 12-10-2021 | Лондон           | Англія     | 1 – 1     | Угорщина   | Відбір до ЧС 2022                    | -    |          |
| 12-11-2021 | Будапешт         | Угорщина   | 4 – 0     | Сан-Марино | Відбір до ЧС 2022                    | -    |          |
| 15-11-2021 | Варшава          | Польща     | 1 – 2     | Угорщина   | Відбір до ЧС 2022                    | -    | 64'      |
| Усього     |                  | Матчів     | 23        |            | Голів                                | 0    |          |

## Титули і досягнення
- Володар Кубка Туреччини (1):

«Фенербахче»: 2022-23